# Geomorfosito

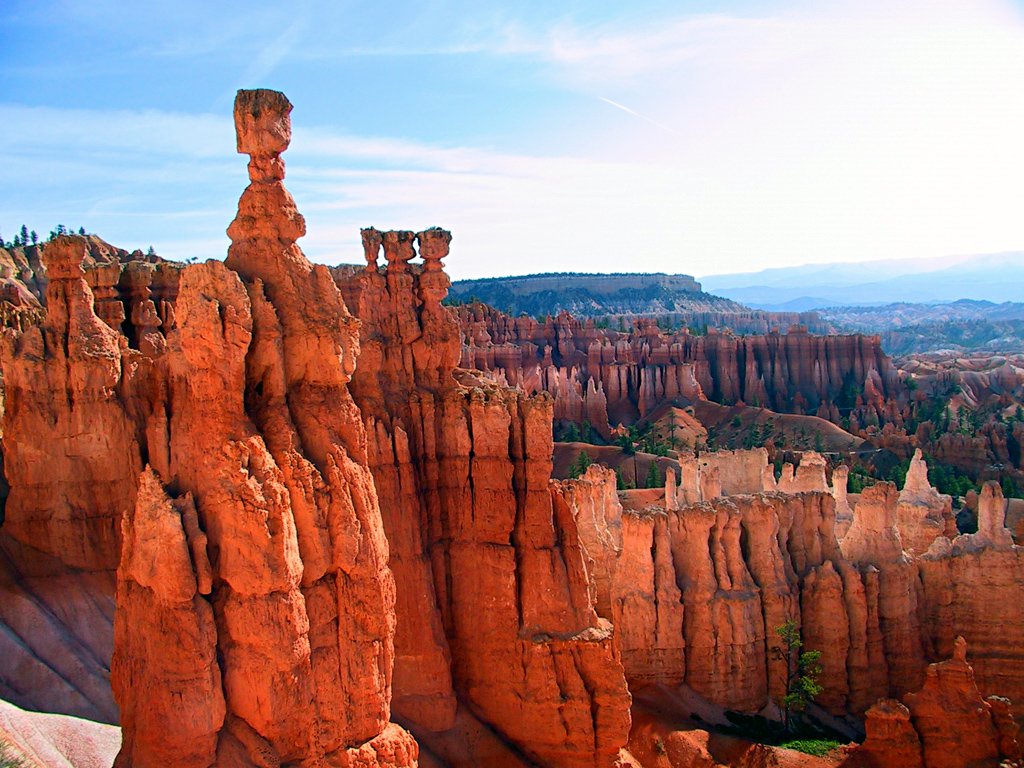
Gli Hoodoo del Parco Nazionale del Bryce Canyon in Utah

## Geomorfosito
Un geomorfosito è un'area in cui le forme del rilievo (o elementi geomorfologici) di origine naturale e/o antropica hanno acquisito un valore scientifico, didattico, culturale/storico, estetico o sociale/economico. Può trattarsi di singole forme (come una dolina carsica, un masso erratico o una collina artificiale come il Monte Testaccio) oppure di aree comprendenti una varietà di elementi. I geomorfositi rientrano nella più generale categoria dei geositi. 
Il concetto di geomorfosito può essere esteso a comprendere non solo le forme visibili oggi, ma anche quelle distrutte o nascoste a causa delle attività umane. Diversi autori, inoltre, hanno evidenziato il valore archeologico e storico di alcuni elementi geomorfologici di origine antropica.

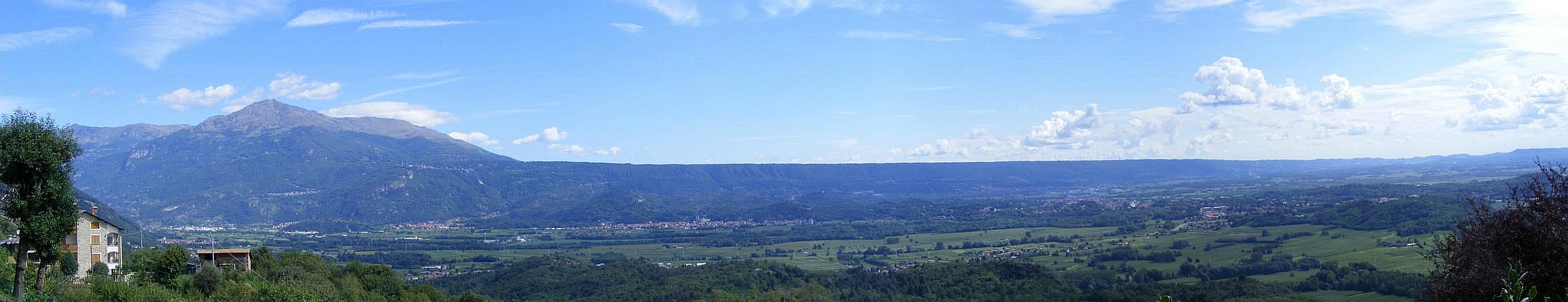
La Serra morenica di Ivrea

Il valore di un geomorfosito (vedi anche la bibliografia) può essere valutato qualitativamente con vari metodi. Quello utilizzato dipende, prima di tutto, dalle caratteristiche dell'area studiata, dagli obiettivi dell'indagine e dai parametri di valutazione prescelti (rilevanza scientifica, didattica ecc.). I geomorfositi fanno parte del cosiddetto patrimonio geologico di un territorio e la loro tutela è una componente importante della protezione dell'ambiente e del paesaggio di una data zona.

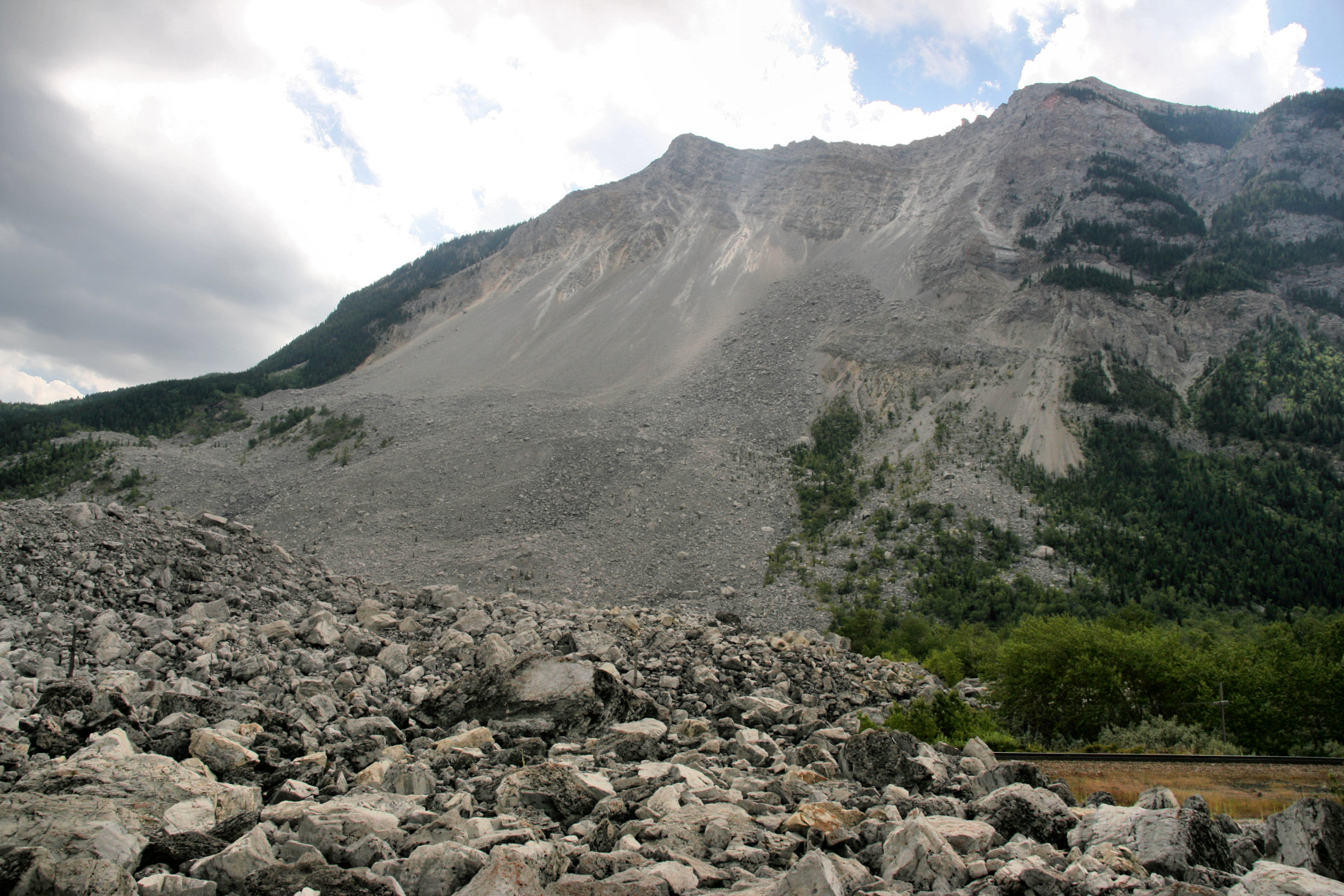
Anche la Frana di Frank (Canada, provincia di Alberta) è un esempio di geomorfosito